# Adenophora changaica
Adenophora changaica är en klockväxtart som beskrevs av Ivan Alekseevich Gubanov och Rudolf V. Kamelin. Adenophora changaica ingår i släktet kragklockor, och familjen klockväxter. Inga underarter finns listade i Catalogue of Life.